# Ministère des Minorités (Israël)
Le ministère des Minorités d'Israël fait partie, quand il existe, du gouvernement d'Israël. Le poste existe brièvement au sein du gouvernement provisoire d'Israël ; il existe à nouveau au tournant du millénaire, comme ministère sans portefeuille, et à nouveau à la fin des années 2000.
Le dernier titulaire du poste est Shalom Simhon.

## Histoire
Le ministère des Affaires des minorités est créé dès l’indépendance d’Israël ; c’est le seul ministère qui n’est pas basé sur une institution du Yishouv préexistante. Le poste est attribué à Bechor-Shalom Sheetrit, un représentant arabe populaire dans la population arabe. Sheetrit est également ministre de la Police. Sheetrit tente d’œuvrer en faveur de l’intégration des deux peuples et de l’égalité, mais le gouvernement militaire imposé aux Arabes après la guerre israélo-arabe paralyse son activité. Le premier ministre David Ben Gourion s’est également opposé à la proposition de Sheetrit pour un conseil consultatif arabe dans le ministère.
En 1948, devant l'ampleur des  biens abandonnés par les Palestiniens pendant la Nakba, la gestion de ces biens lui est provisoirement transférée.
Les nombreux désaccords entre le ministère des minorités et le Ministère des Affaires religieuses (es) et le gouvernement militaire, qui contrôle la plupart des zones habitées par des Arabes, entraînent la suppression du ministère en 1949. Les affaires relatives aux Arabes sont confiées à un conseiller aux Affaires arabes du premier ministre. Pendant les gouvernements d’unité de 1984 à 1990, la responsabilité des Affaires arabes est donnée à un ministre sans portefeuille ; Ezer Weizman (Yahad/Alignement), Moshe Arens (Likoud) et Ehud Olmert (Likoud).
Le 18 juin 1996, Moshe Katsav, alors vice-premier-ministre, est aussi nommé ministre des Affaires arabes d'Israël. Sous le premier gouvernement Netanyahou, Matan Vilnai est président du comité ministériel pour les Affaires israélo-arabes. Dans le premier gouvernement Sharon, Salah Tarif, Druze, avait la responsabilité des Affaires des minorités au bureau du premier ministre. Dans le gouvernement Netanyahou II, Avishay Braverman est ministre sans portefeuille, responsable des Affaires des minorités jusqu’à sa démission le 17 janvier 2011.

## Liste des ministres
| #                                                                                        | Ministre                            | Parti                               | Gouvernement                        | de                                  | à                                   |
| Ministre des Affaires des minorités                                                      | Ministre des Affaires des minorités | Ministre des Affaires des minorités | Ministre des Affaires des minorités | Ministre des Affaires des minorités | Ministre des Affaires des minorités |
| ---------------------------------------------------------------------------------------- | ----------------------------------- | ----------------------------------- | ----------------------------------- | ----------------------------------- | ----------------------------------- |
| 1                                                                                        | Bechor-Shalom Sheetrit              | Communautés séfarades et orientales | Provisoire                          | 12 avril 1948                       | 8 mars 1949                         |
| Ministre chargé du secteur arabe                                                         |                                     |                                     |                                     |                                     |                                     |
| 2                                                                                        | Moshe Katsav                        | Likoud                              | Netanyahou I                        | 18 juin 1996                        | 6 juillet 1999                      |
| Ministre au bureau du premier ministre avec la responsabilité des Affaires des Minorités |                                     |                                     |                                     |                                     |                                     |
| 3                                                                                        | Salah Tarif                         | Travaillistes                       | Sharon I                            | 7 mars 2001                         | 29 janvier 2002                     |
| Ministre des Minorités                                                                   |                                     |                                     |                                     |                                     |                                     |
| 4                                                                                        | Avishay Braverman                   | Travaillistes                       | Netanyahou II                       | 31 mars 2009                        | 17 janvier 2011                     |
| Ministre des Minorités                                                                   |                                     |                                     |                                     |                                     |                                     |
| 5                                                                                        | Shalom Simhon                       | parti Indépendance                  | Netanyahou II                       | janvier 2011                        | 2013                                |